# Championnat du Vietnam de football 1998
 (mars 2017).
Si vous disposez d'ouvrages ou d'articles de référence ou si vous connaissez des sites web de qualité traitant du thème abordé ici, merci de compléter l'article en donnant les références utiles à sa vérifiabilité et en les liant à la section « Notes et références ».
Navigation
Saison précédente Saison suivante
La saison 1998 du Championnat du Viêt Nam de football est la seizième édition du championnat de première division au Viêt Nam. Les quatorze meilleurs clubs du pays sont regroupés au sein d'une poule unique où ils s'affrontent deux fois, à domicile et à l'extérieur. En fin de saison, les deux derniers du classement sont relégués et remplacés par les deux meilleurs clubs de deuxième division tandis que les 11e et 12e affrontent les 3e et 4e de D2 en barrage de promotion-relégation.
C'est le club de Câu Lac Bô Quân Dôi qui remporte la compétition après avoir terminé en tête du classement final, avec trois points d'avance sur un duo composé de Song Lam Nghe An et de Cong An Ho Chi Minh. C'est le cinquième titre de champion du Viêt Nam de l'histoire du club.

## Les clubs participants
| - Câu Lac Bô Quân Dôi - Long An Tan An - Promu de D2 - Hai Quan - Dong Thap FC - Khánh Hoà FC - Nam Dinh FC - Promu de D2 - Cong An Ho Chi Minh | - Sông Lam Nghệ An - Binh Duong FC - Promu de D2 - Cong An Ha Noi - Binh Dinh FC - Promu de D2 - Lam Dong - Cang Sai Gon - Cong An Hai Phong |

## Compétition
Le barème utilisé pour établir les différents classement est le suivant :
- Victoire : 3 points
- Match nul : 1 point
- Défaite : 0 point

### Classement
| Rang | Équipe               | Pts | J  | G  | N  | P  | Bp | Bc | Diff |
| ---- | -------------------- | --- | -- | -- | -- | -- | -- | -- | ---- |
| 1    | Câu Lac Bô Quân Dôi  | 47  | 26 | 13 | 8  | 5  | 40 | 20 | +20  |
| 2    | Sông Lam Nghệ An     | 44  | 26 | 13 | 5  | 8  | 44 | 32 | +12  |
| 3    | Cong An Ho Chi MinhC | 44  | 26 | 12 | 8  | 6  | 41 | 31 | +10  |
| 4    | Cong An Ha Noi -3    | 42  | 26 | 13 | 6  | 7  | 34 | 24 | +10  |
| 5    | Cang Sai Gon T       | 38  | 26 | 10 | 8  | 8  | 35 | 34 | +1   |
| 6    | Lam Dong             | 38  | 26 | 11 | 5  | 10 | 35 | 40 | -5   |
| 7    | Dong Thap FC         | 36  | 26 | 8  | 12 | 6  | 35 | 36 | -1   |
| 8    | Nam Dinh FCP         | 35  | 26 | 10 | 6  | 10 | 32 | 29 | +3   |
| 9    | Khánh Hoà FC         | 32  | 26 | 8  | 8  | 9  | 27 | 30 | -3   |
| 10   | Cong An Hai Phong    | 30  | 26 | 8  | 9  | 9  | 30 | 30 | 0    |
| 11   | Hai Quan             | 30  | 26 | 6  | 12 | 8  | 21 | 26 | -5   |
| 12   | Long An Tan AnP      | 25  | 26 | 4  | 13 | 9  | 17 | 26 | -9   |
| 13   | Binh Duong FCP       | 24  | 26 | 6  | 8  | 10 | 23 | 26 | -3   |
| 14   | Binh Dinh FCP        | 12  | 26 | 3  | 3  | 20 | 19 | 50 | -31  |

|  | Qualification pour la Coupe d'Asie des clubs champions 1999-2000                 |
|  | Qualification pour la Coupe d'Asie des vainqueurs de coupe de football 1999-2000 |
|  | Participation au barrage de promotion-relégation                                 |
|  | Relégation en deuxième division                                                  |
|  | T : Tenant du titre C : Vainqueur de la Coupe du Viêt Nam P : Promu de D2        |

### Matchs

#### Barrage de promotion-relégation
| Équipe 1       | Résultat         | Équipe 2            | Aller | Retour |
| -------------- | ---------------- | ------------------- | ----- | ------ |
| Hai Quan       | 2 - 2e           | (D2) Thua Thien Hue | 2 - 2 | 0 - 0  |
| Long An Tan An | Résultat inconnu | 3e de D2            |       |        |

## Bilan de la saison
| Championnat du Viêt Nam de football 1998                             |                                |
| Champion                                                             | Câu Lac Bô Quân Dôi (5e titre) |
| Coupes et trophées                                                   |                                |
| Vainqueur de la Coupe du Viêt Nam 1998                               | Cong An Ho Chi Minh            |
| Qualifications continentales                                         |                                |
| Coupe d'Asie des clubs champions 1999-2000                           | Câu Lac Bô Quân Dôi            |
| Coupe des Coupes 1999-2000                                           | Cong An Ho Chi Minh            |
| Promotions et relégations                                            |                                |
| Promus en V-League                                                   | Da Nang Club                   |
| Promus en V-League                                                   | Vinh Long                      |
| Promus en V-League                                                   | Thua Thien Hue                 |
| Relégués en Championnat du Viêt Nam de football de deuxième division | Binh Dinh FC                   |
| Relégués en Championnat du Viêt Nam de football de deuxième division | Binh Duong FC                  |
| Relégués en Championnat du Viêt Nam de football de deuxième division | Hai Quan                       |